# Allen Hill
Hugh Allen Oliver Hill, mais conhecido como Allen Hill FRS (23 de maio de 1937), foi um químico britânico.